# Vodeno pero
Vodeno pero (rebratica, lat. Hottonia), maleni biljni rod iz porodice jaglačevki kojemu pripada dvije priznate vrste vodenih trajnica, jedna u Euroaziji (H. palustris ) i dreuga u Sjevernoj Americi Hottonia inflata.

## Vrste
1. Hottonia inflata Elliott
2. Hottonia palustris L.

## Sinonimi
- Breviglandium Dulac